# Donnie
Donny Björn Stefan Ellerström (né le 5 août 1994), mieux connu sous le nom de scène Donnie, est un rappeur, chanteur et auteur-compositeur néerlandais. Il est surtout connu pour ses morceaux Snelle planga, Frans Duits, Bon gepakt, Bieber van de kroeg et Schultenbräu.

## Biographie
Donny Ellerström naît le 5 août 1994 à Amsterdam d'une mère néerlandaise et d'un père suédois. Il est élevé par sa mère et sa grand-mère, et grandit avec deux frères aînés et une sœur cadette. Il a peu de contacts avec son père, qui purge une peine de prison pendant la majeure partie de l'enfance de Donny, et vit actuellement en Suède,. Après avoir terminé ses études secondaires professionnelles, Ellerström fréquente un collège culinaire à Amsterdam et travaille comme cuisinier dans un restaurant local pendant un certain temps.
À l'école culinaire, Ellerström fait la connaissance du rappeur néerlandais Frans Frederiks (Lange Frans) lorsqu'il remporte un concours de cuisine de risotto que Frederiks avait organisé,. Il figure ensuite sur le titre Brawler de Frederiks en 2011, aux côtés de Faberyayo, et le rejoint lors de sa tournée de concerts en 2012, en utilisant le nom de scène « Young Kermit ». En 2014, il est signé sur le label Magnetron Music appartenant au producteur de De Jeugd van Tegenwoordig, Bas Bron. Peu après, Ellerström publie la mixtape Leipie van het plein, suivie de son premier album studio Mannelogie en 2015. Il se fait connaître en 2018 lorsqu'il popularise l'utilisation de l'expression argotique snelle planga (« lunettes de soleil flashy ») par le biais de vidéos sur les médias sociaux et de la sortie de son single Snelle planga,. En 2019, il sort le single Barry Hayze — un jeu de mots sur le nom du chanteur Barry Hay et la variété de cannabis Haze Berry — qui est certifié disque d'or aux Pays-Bas.
Depuis 2020, Ellerström sort des chansons dans lesquelles il combine le hip-hop et le levenslied - un genre de fusion qu'il baptise kibbelingsound (d'après palingsound et kibbeling), comme par exemple Frans Duits (avec Frans Duijts).

## Discographie

### Albums studio
| Titre                                                                                         | Détails                                                   | Meilleure position | Meilleure position |
| Titre                                                                                         | Détails                                                   | P-B                | BEL (FL)           |
| --------------------------------------------------------------------------------------------- | --------------------------------------------------------- | ------------------ | ------------------ |
| Leipie van het plein                                                                          | - Sortie : 10 août 2014 - Label : Magnetron Music         | —                  | —                  |
| Mannelogie                                                                                    | - Sortie : 4 septembre 2015 - Label : Magnetron Music     | —                  | —                  |
| Loei ordinair                                                                                 | - Sortie : 15 avril 2016 - Label : Magnetron Music        | 99                 | —                  |
| BFMJT                                                                                         | - Sortie : 2 juin 2017 - Label : Magnetron Music          | 73                 | —                  |
| M van Marketing (with Joost)                                                                  | - Sortie : 3 août 2018 - Label: Made                      | 10                 | 79                 |
| Door het licht                                                                                | - Sortie : 15 mars 2019 - Label: TopNotch                 | 22                 | —                  |
| Vader / Strijder                                                                              | - Sortie : 5 août 2022 - Label: Maradonnie                | —                  | —                  |
| De kibbelingsound                                                                             | - Sortie : 2 juin 2023 - Label : 8ball Music / Maradonnie | 38                 | —                  |
| « — » signifie que l'album n'a atteint aucun classement ou n'est pas sorti dans cette région. |                                                           |                    |                    |

### EP
| Titre             | Détails                                                |
| ----------------- | ------------------------------------------------------ |
| Kwart voor monnie | - Sortie : 16 septembre 2016 - Label : Magnetron Music |